# India Open 2008
Die India Open 2008 im Badminton fanden vom 1. bis 6. April 2008 in Hyderabad statt. Das Preisgeld betrug 120.000 US-Dollar.

## Austragungsort
Kotla Vijay Bhaskar Reddy Indoor Stadium, Hyderabad

## Die Sieger und Platzierten
| Disziplin    | Gold                          | Silber                         | Bronze                               |
| ------------ | ----------------------------- | ------------------------------ | ------------------------------------ |
| Herreneinzel | Boonsak Ponsana               | Chetan Anand                   | Sho Sasaki                           |
| Herreneinzel | Boonsak Ponsana               | Chetan Anand                   | Andrew Smith                         |
| Dameneinzel  | Zhou Mi                       | Lu Lan                         | Eriko Hirose                         |
| Dameneinzel  | Zhou Mi                       | Lu Lan                         | Zhu Lin                              |
| Herrendoppel | Guo Zhendong Xie Zhongbo      | Chan Chong Ming Chew Choon Eng | Jung Jae-sung Lee Yong-dae           |
| Herrendoppel | Guo Zhendong Xie Zhongbo      | Chan Chong Ming Chew Choon Eng | Tony Gunawan Candra Wijaya           |
| Damendoppel  | Chien Yu-chin Cheng Wen-hsing | Satoko Suetsuna Miyuki Maeda   | Yao Lei Shinta Mulia Sari            |
| Damendoppel  | Chien Yu-chin Cheng Wen-hsing | Satoko Suetsuna Miyuki Maeda   | Kamila Augustyn Nadieżda Kostiuczyk  |
| Mixed        | He Hanbin Yu Yang             | Kristof Hopp Birgit Overzier   | Robert Mateusiak Nadieżda Kostiuczyk |
| Mixed        | He Hanbin Yu Yang             | Kristof Hopp Birgit Overzier   | Fang Chieh-min Cheng Wen-hsing       |

## Finalergebnisse
| Disziplin    | Sieger                        | Finalist                       | Ergebnis            |
| ------------ | ----------------------------- | ------------------------------ | ------------------- |
| Herreneinzel | Boonsak Ponsana               | Chetan Anand                   | 21–16, 21–12        |
| Dameneinzel  | Zhou Mi                       | Lu Lan                         | 21–14, 21–14        |
| Herrendoppel | Guo Zhendong Xie Zhongbo      | Chan Chong Ming Chew Choon Eng | 19–21, 21–14, 21–12 |
| Damendoppel  | Chien Yu-chin Cheng Wen-hsing | Miyuki Maeda Satoko Suetsuna   | 21–17, 21–16        |
| Mixed        | He Hanbin Yu Yang             | Kristof Hopp Birgit Overzier   | 21–18, 21–9         |

## Ergebnisse

### Herreneinzel
- Liao Sheng-shiun –  Sagar Chopda: 21-0 / 21-0 / 21-0
- Arif Abdul Latif –  John Moody: 21-0 / 21-0 / 21-0
- Ng Wei –  Richard Vaughan: 21-0 / 21-0 / 21-0
- Zhu Weilun –  Pablo Abián: 21-15 / 21-18
- Nguyễn Tiến Minh –  Jishnu Sanyal: 21-8 / 21-19
- Kashyap Parupalli –  Ashton Chen Yong Zhao: 21-18 / 21-14
- Sho Sasaki –  R. M. V. Gurusaidutt: 21-18 / 22-24 / 21-16
- Lee Yen Hui Kendrick –  Lu Chi Yung: 21-7 / 21-10
- Kennevic Asuncion –  Derek Wong Zi Liang: 21-19 / 15-21 / 24-22
- Lu Yi –  Ajay Jayaram: 22-20 / 21-10
- Chetan Anand –  Andreas Adityawarman: 21-0 / 21-0 / 21-0
- Sairul Amar Ayob –  Carlos Longo: 21-5 / 21-10
- Hsieh Yu-hsing –  Ronald Susilo: 21-16 / 21-19
- J. B. S. Vidyadhar –  Andre Kurniawan Tedjono: 21-8 / 21-0 / 21-0
- Chan Yan Kit –  Chan Kwong Beng: 22-20 / 15-21 / 21-11
- Anand Pawar –  Andrés Corpancho: 21-14 / 21-10
- Tan Chun Seang –  Thomas Ellis: 21-9 / 21-11
- Yeoh Kay Bin –  Poompat Sapkulchananart: 21-14 / 19-21 / 21-11
- Ali Shahhosseini –  Pei Wee Chung: 20-22 / 21-18 / 22-20
- Andrew Smith –  Anup Sridhar: 21-0 / 21-0 / 21-0
- Liao Sheng-shiun –  Arif Abdul Latif: 21-19 / 11-21 / 21-15
- Boonsak Ponsana –  Ng Wei: 13-21 / 26-24 / 21-16
- Nguyễn Tiến Minh –  Zhu Weilun: 21-19 / 21-17
- Park Sung-hwan –  Arvind Bhat: 21-17 / 20-22 / 21-14
- Sho Sasaki –  Kashyap Parupalli: 21-9 / 18-21 / 21-12
- Wong Choong Hann –  Lee Yen Hui Kendrick: 21-10 / 21-15
- Lu Yi –  Kennevic Asuncion: 21-11 / 21-12
- Chetan Anand –  Sairul Amar Ayob: 24-22 / 21-15
- Hsieh Yu-hsing –  Lee Tsuen Seng: 12-21 / 21-17 / 21-8
- J. B. S. Vidyadhar –  Chan Yan Kit: 21-14 / 21-18
- Chen Yu –  Daren Liew: 21-17 / 21-12
- Anand Pawar –  Tan Chun Seang: 21-13 / 14-21 / 21-18
- Yeoh Kay Bin –  Shoji Sato: 21-19 / 8-21 / 21-18
- Andrew Smith –  Ali Shahhosseini: 21-15 / 21-17
- Chong Wei Feng –  Chen Jin: 25-23 / 12-21 / 21-16
- Liao Sheng-shiun –  Bao Chunlai: 21-0 / 21-0 / 21-0
- Boonsak Ponsana –  Nguyễn Tiến Minh: 22-20 / 21-11
- Sho Sasaki –  Park Sung-hwan: 21-17 / 21-16
- Lu Yi –  Wong Choong Hann: 21-18 / 21-14
- Chetan Anand –  Hsieh Yu-hsing: 15-21 / 21-16 / 21-15
- Chen Yu –  J. B. S. Vidyadhar: 21-17 / 21-15
- Anand Pawar –  Yeoh Kay Bin: 21-16 / 21-19
- Andrew Smith –  Chong Wei Feng: 21-18 / 12-21 / 21-19
- Boonsak Ponsana –  Liao Sheng-shiun: 20-22 / 21-14 / 21-14
- Sho Sasaki –  Lu Yi: 21-17 / 13-21 / 21-14
- Chetan Anand –  Chen Yu : 21-16 / 22-20
- Andrew Smith –  Anand Pawar: 21-18 / 21-19
- Boonsak Ponsana –  Sho Sasaki: 19-21 / 21-14 / 21-15
- Chetan Anand –  Andrew Smith: 21-6 / 21-9
- Boonsak Ponsana –  Chetan Anand: 21-16 / 21-12

### Dameneinzel
- Pai Hsiao-ma –  Xie Xingfang: 0-21 / 0-21 / 0-21
- Anita Raj Kaur –  Filipa Lamy: 21-15 / 21-16
- Eriko Hirose –  Siki Reddy: 21-9 / 21-12
- Saina Nehwal –  Yu Hirayama: 21-7 / 21-14
- Julia Wong Pei Xian –  Lydia Cheah Li Ya: 17-21 / 21-8 / 21-9
- Gayatri Vartak –  Agnese Allegrini: 17-21 / 21-7 / 21-16
- Zhou Mi –  Fu Mingtian: 21-10 / 21-17
- Salakjit Ponsana –  Kamila Augustyn: 21-11 / 21-11
- Ana Moura –  Cheng Shao-chieh: 21-18 / 21-14
- Simone Prutsch –  Lucía Tavera: 22-20 / 21-16
- Kaori Mori –  Xing Aiying: 21-18 / 21-14
- Zhu Lin –  Yoana Martínez: 21-13 / 21-9
- Aditi Mutatkar –  Soratja Chansrisukot: 21-19 / 21-14
- Yip Pui Yin –  Telma Santos: 21-14 / 21-9
- Shannon Pohl –  Wang Lin: 21-0 / 21-0
- Lu Lan –  Trupti Murgunde: 21-7 / 21-14
- Pai Hsiao-ma –  Anita Raj Kaur: 21-13 / 22-20
- Eriko Hirose –  Saina Nehwal: 21-15 / 21-10
- Julia Wong Pei Xian –  Gayatri Vartak: 21-16 / 21-17
- Zhou Mi –  Salakjit Ponsana: 21-17 / 21-11
- Simone Prutsch –  Ana Moura: 21-16 / 23-21
- Zhu Lin –  Kaori Mori: 20-22 / 21-14 / 21-17
- Yip Pui Yin –  Aditi Mutatkar: 18-21 / 22-20 / 21-11
- Lu Lan –  Shannon Pohl: 21-4 / 21-9
- Eriko Hirose –  Pai Hsiao-ma: 21-12 / 21-17
- Zhou Mi –  Julia Wong Pei Xian: 21-12 / 21-15
- Zhu Lin –  Simone Prutsch: 21-8 / 21-11
- Lu Lan –  Yip Pui Yin: 21-17 / 21-23 / 21-19
- Zhou Mi –  Eriko Hirose: 18-21 / 21-12 / 21-12
- Lu Lan –  Zhu Lin: 17-21 / 21-7 / 21-10
- Zhou Mi –  Lu Lan: 21-14 / 21-14

### Herrendoppel
- Jung Jae-sung /  Lee Yong-dae –  Mohammad Ahsan /  Bona Septano: 0-21 / 0-21 / 0-21
- Andrew Ellis /  Chris Langridge –  Alwin Francis /  Sanker Gopan: 21-15 / 21-17
- Goh V Shem /  Ong Jian Guo –  Songphon Anugritayawon /  Tesana Panvisavas: 21-19 / 21-16
- Fang Chieh-min /  Lee Sheng-mu –  Akshay Dewalkar /  Valiyaveetil Diju: 18-21 / 21-11 / 21-12
- Yonathan Suryatama Dasuki /  Rian Sukmawan –  Chung Chiat Khoo /  Razif Abdul Latif: 21-12 / 21-19
- Guo Zhendong /  Xie Zhongbo –  Tontowi Ahmad /  Muhammad Rizal: 21-11 / 21-14
- Anggun Nugroho /  Devin Lahardi Fitriawan –  Ross Smith /  Glenn Warfe: 21-16 / 21-15
- Keita Masuda /  Tadashi Ohtsuka –  Lim Khim Wah /  Mak Hee Chun: 22-20 / 18-21 / 21-10
- Chan Chong Ming /  Chew Choon Eng –  Rupesh Kumar /  Sanave Thomas: 21-19 / 21-23 / 21-12
- Hoon Thien How /  Tan Wee Kiong –  Lee Jae-jin /  Hwang Ji-man: 16-21 / 21-8 / 21-19
- Hendra Wijaya /  Yoga Ukikasah –  Kennevic Asuncion /  Sudket Prapakamol: 15-21 / 21-11 / 22-20
- Chan Peng Soon /  Hun Pin Chang –  Danny Bawa Chrisnanta /  Chayut Triyachart: 21-11 / 21-10
- Michał Łogosz /  Robert Mateusiak –  Kristof Hopp /  Ingo Kindervater: 21-11 / 21-12
- Tony Gunawan /  Candra Wijaya –  Robert Blair /  Richard Eidestedt: 21-10 / 21-9
- Albertus Susanto Njoto /  Yohan Hadikusumo Wiratama –  Tarun Kona /  Arun Vishnu: 21-10 / 21-9
- Jung Jae-sung /  Lee Yong-dae –  Andrew Ellis /  Chris Langridge: 21-19 / 21-11
- Yonathan Suryatama Dasuki /  Rian Sukmawan –  Fang Chieh-min /  Lee Sheng-mu: 21-16 / 21-16
- Guo Zhendong /  Xie Zhongbo –  Anggun Nugroho /  Devin Lahardi Fitriawan: 21-16 / 21-19
- Keita Masuda /  Tadashi Ohtsuka –  Hu Chung-shien /  Tsai Chia-hsin: 18-21 / 21-13 / 22-20
- Chan Chong Ming /  Chew Choon Eng –  Hoon Thien How /  Tan Wee Kiong: 21-17 / 11-12 / 21-16
- Hendra Wijaya /  Yoga Ukikasah –  Chan Peng Soon /  Hun Pin Chang: 21-18 / 18-21 / 21-16
- Tony Gunawan /  Candra Wijaya –  Michał Łogosz /  Robert Mateusiak: 21-15 / 21-17
- Albertus Susanto Njoto /  Yohan Hadikusumo Wiratama –  Goh V Shem /  Ong Jian Guo: 25-27 / 21-16 / 21-18
- Jung Jae-sung /  Lee Yong-dae –  Albertus Susanto Njoto /  Yohan Hadikusumo Wiratama: 21-9 / 21-15
- Guo Zhendong /  Xie Zhongbo –  Yonathan Suryatama Dasuki /  Rian Sukmawan: 21-14 / 21-16
- Chan Chong Ming /  Chew Choon Eng –  Keita Masuda /  Tadashi Ohtsuka: 21-17 / 21-17
- Tony Gunawan /  Candra Wijaya –  Hendra Wijaya /  Yoga Ukikasah: 21-8 / 21-9
- Guo Zhendong /  Xie Zhongbo –  Jung Jae-sung /  Lee Yong-dae: 19-21 / 21-9 / 21-18
- Chan Chong Ming /  Chew Choon Eng –  Tony Gunawan /  Candra Wijaya: 21-18 / 9-21 / 21-19
- Guo Zhendong /  Xie Zhongbo –  Chan Chong Ming /  Chew Choon Eng: 19-21 / 21-14 / 21-12

### Damendoppel
- Woon Khe Wei /  Goh Liu Ying –  Duanganong Aroonkesorn /  Kunchala Voravichitchaikul: 21-11 / 19-21 / 21-14
- Endang Nursugianti /  Rani Mundiasti –  Lim Yin Loo /  Marylen Ng Poau Leng: 21-14 / 21-11
- Shinta Mulia Sari /  Yao Lei –  Natalia Poluakan /  Yulianti CJ: 21-17 / 22-20
- Jo Novita /  Greysia Polii –  Amelia Alicia Anscelly /  Chong Sook Chin: 21-8 / 21-19
- Chou Chia-chi /  Yang Chia-chen –  Ashwini Ponnappa /  Nitya Sosale: 21-16 / 21-13
- Kamila Augustyn /  Nadieżda Zięba –  Imogen Bankier /  Sarah Bok: 22-20 / 21-7
- Woon Khe Wei /  Goh Liu Ying –  Aparna Balan /  Saina Nehwal: 21-11 / 21-16
- Endang Nursugianti /  Rani Mundiasti –  Aki Akao /  Tomomi Matsuda: 18-21 / 21-6 / 21-15
- Jiang Yanmei /  Li Yujia –  Jo Novita /  Greysia Polii: 21-8 / 21-19
- Nitya Krishinda Maheswari /  Lita Nurlita –  Chou Chia-chi /  Yang Chia-chen: 20-22 / 21-14 / 21-19
- Miyuki Maeda /  Satoko Suetsuna –  Jwala Gutta /  Shruti Kurien: 21-4 / 21-15
- Cheng Wen-hsing /  Chien Yu-chin –  Chiang Kai-hsin /  Tien Ching-yun: w.o.
- Shinta Mulia Sari /  Yao Lei –  Nicole Grether /  Juliane Schenk: w.o.
- Kamila Augustyn /  Nadieżda Zięba –  Chau Hoi Wah /  Louisa Koon Wai Chee: 19-21 / 21-9 / 21-7
- Cheng Wen-hsing /  Chien Yu-chin –  Woon Khe Wei /  Goh Liu Ying: 21-13 / 21-18
- Shinta Mulia Sari /  Yao Lei –  Endang Nursugianti /  Rani Mundiasti: 21-13 / 21-14
- Miyuki Maeda /  Satoko Suetsuna –  Nitya Krishinda Maheswari /  Lita Nurlita: 21-17 / 21-16
- Kamila Augustyn /  Nadieżda Zięba –  Jiang Yanmei /  Li Yujia: 13-21 / 21-19 / 21-13
- Cheng Wen-hsing /  Chien Yu-chin –  Shinta Mulia Sari /  Yao Lei: 21-13 / 21-17
- Miyuki Maeda /  Satoko Suetsuna –  Kamila Augustyn /  Nadieżda Zięba: 21-18 / 21-17
- Cheng Wen-hsing /  Chien Yu-chin –  Miyuki Maeda /  Satoko Suetsuna: 21-17 / 21-16

### Mixed
- He Hanbin /  Yu Yang –  Lim Khim Wah /  Goh Liu Ying: 21-5 / 21-7
- Tontowi Ahmad /  Yulianti CJ –  Hun Pin Chang /  Amelia Alicia Anscelly: 21-17 / 21-19
- Yohan Hadikusumo Wiratama /  Chau Hoi Wah –  Ingo Kindervater /  Kathrin Piotrowski: 21-18 / 23-21
- Muhammad Rizal /  Greysia Polii –  Kennevic Asuncion /  Kennie Asuncion: 21-18 / 21-12
- Chen Hung-ling /  Chou Chia-chi –  Craig Cooper /  Renee Flavell: 21-16 / 21-10
- Hendri Kurniawan Saputra /  Li Yujia –  Chris Langridge /  Sarah Bok: 21-16 / 10-21 / 21-18
- Robert Blair /  Imogen Bankier –  Songphon Anugritayawon /  Kunchala Voravichitchaikul: 21-19 / 18-21 / 21-17
- Razif Abdul Latif /  Chong Sook Chin –  Chayut Triyachart /  Shinta Mulia Sari: 21-16 / 19-21 / 21-13
- Kristof Hopp /  Birgit Overzier –  Hsieh Yu-hsing /  Chien Yu-chin: 21-11 / 21-9
- Ricky Widianto /  Yao Lei –  Keita Masuda /  Miyuki Maeda: 15-21 / 21-16 / 21-15
- Fang Chieh-min /  Cheng Wen-hsing –  Lee Sheng-mu /  Yang Chia-chen: 23-21 / 17-21 / 21-13
- Devin Lahardi Fitriawan /  Lita Nurlita –  Tan Wee Kiong /  Woon Khe Wei: 13-21 / 21-17 / 21-12
- Danny Bawa Chrisnanta /  Vanessa Neo Yu Yan –  Tsai Chia-hsin /  Cheng Shao-chieh: 21-17 / 21-11
- Sudket Prapakamol /  Saralee Thungthongkam –  Valiyaveetil Diju /  Jwala Gutta: 21-17 / 21-11
- Robert Mateusiak /  Nadieżda Zięba –  Tadashi Ohtsuka /  Satoko Suetsuna: 19-21 / 21-12 / 21-11
- Albertus Susanto Njoto /  Louisa Koon Wai Chee –  Liao Sheng-shiun /  Chang Hsin-yun: 21-16 / 21-15
- He Hanbin /  Yu Yang –  Tontowi Ahmad /  Yulianti CJ: 21-15 / 21-16
- Muhammad Rizal /  Greysia Polii –  Yohan Hadikusumo Wiratama /  Chau Hoi Wah: 19-21 / 21-14 / 21-10
- Hendri Kurniawan Saputra /  Li Yujia –  Robert Blair /  Imogen Bankier: 21-18 / 21-15
- Kristof Hopp /  Birgit Overzier –  Razif Abdul Latif /  Chong Sook Chin: 21-5 / 24-22
- Fang Chieh-min /  Cheng Wen-hsing –  Devin Lahardi Fitriawan /  Lita Nurlita: 21-17 / 21-16
- Sudket Prapakamol /  Saralee Thungthongkam –  Danny Bawa Chrisnanta /  Vanessa Neo Yu Yan: 21-11 / 21-11
- Robert Mateusiak /  Nadieżda Zięba –  Chen Hung-ling /  Chou Chia-chi: 18-21 / 21-15 / 21-17
- Albertus Susanto Njoto /  Louisa Koon Wai Chee –  Ricky Widianto /  Yao Lei: 21-11 / 21-15
- He Hanbin /  Yu Yang –  Muhammad Rizal /  Greysia Polii: 21-13 / 21-7
- Kristof Hopp /  Birgit Overzier –  Albertus Susanto Njoto /  Louisa Koon Wai Chee: 17-21 / 22-20 / 21-18
- Fang Chieh-min /  Cheng Wen-hsing –  Sudket Prapakamol /  Saralee Thungthongkam: 23-21 / 23-21
- Robert Mateusiak /  Nadieżda Zięba –  Hendri Kurniawan Saputra /  Li Yujia: 21-14 / 22-20
- He Hanbin /  Yu Yang –  Robert Mateusiak /  Nadieżda Zięba: 21-14 / 21-19
- Kristof Hopp /  Birgit Overzier –  Fang Chieh-min /  Cheng Wen-hsing: 21-19 / 22-20
- He Hanbin /  Yu Yang –  Kristof Hopp /  Birgit Overzier: 21-18 / 21-9